# Butan-1-ol
Butan-1-ol, také nazývaný n-butanol, je primární alkohol se vzorcem C4H9OH a lineární strukturou. Jeho izomery jsou isobutanol, butan-2-ol a terc-butanol. Samotný název butanol se obvykle používá pro nerozvětvený primární izomer.
Butan-1-ol vzniká jako vedlejší produkt ethanolového kvašení sacharidů a nachází se v řadě potravin a nápojů. Používá se jako ochucovadlo v máslu, smetaně, ovoci, rumu, whiskey, zmrzlině, cukrovinkách, pečivu a likérech.
Nejvíce se butan-1-ol jako meziprodukt v chemickém průmyslu, například na výrobu butylacetátu (používaného také jako ochucovadlo; i jako průmyslové rozpouštědlo). Vyrábí se z propenu získávaného z ropy.

## Výroba
Od 50. let 20. století se butan-1-ol vyrábí především hydroformylací propenu (nazývaným také oxo proces), kdy je hlavním produktem butyraldehyd (n-butanal) katalyzátory jsou obvykle odvozeny od kobaltu nebo rhodia. Butyraldehyd se následně hydrogenuje za vzniku butanolu.
Dalším způsobem výroby butanolu je Reppeova reakce propenu s oxidem uhelnatým a vodou:
CH3CH=CH2 + H2O + 2 CO → CH3CH2CH2CH2OH + CO2
V minulosti se butanol vyráběl z krotonaldehydu, jenž se získával z acetaldehydu.
Butanol může také vznikat kvašením působením bakterií. Před 50. léty 20. století se k průmyslové výrobě butanolu používala bakterie Clostridium acetobutylicum. Bylo zjištěno, že i jiné mikroorganismy mohou tvořit butanol.

## Použití
85 % butanolu se používá na výrobu laků. Jedná se o často používané rozpouštědlo, například u nitrocelulózy. Jako rozpouštědla slouží také řada látek jako je 2-butoxyethanol. Na butylesterech je založeno mnoho změkčovadel, například dibutylftalát. Butylakrylát se používá na výrobu polymerů. Butanol také slouží jako prekurzor n-butylaminů.

### Biopalivo
Butan-1-ol byl navržen jako náhrada nafty a benzínu. V malých množstvích vzniká v téměř všech kvasných procesech a ve velkém množství jej vytváří bakterie rodu Clostridium. Výzkum se zaměřuje především na získávání většího množství butanolu z biomasy.
V motorech určených pro používání benzinu lze jako palivo použít až 85% butanol, aniž by bylo třeba přestavovat motor (což není možné u 85% ethanolu), navíc poskytuje ze stejného objemu více energie než ethanol, protože obsahuje méně kyslíku, množství uvolněné energie je téměř stejné jako u benzinu. Butanol lze také přidávat do nafty za účelem snížení množství sazí.
U následujících materiálů může výroba, někdy i používání, způsobit vystavení butan-1-olu: u syntetických kůží, butylesterů, barev, ovocných vůní, laků, fotografických filmů, pláštěnek, parémů, pyroxylinových plastů, viskózových vláken, bezpečnostních skel a vodě odolného oblečení.

## Výskyt
Butan-1-ol vzniká kvašením cukrů v řadě různých alkoholických nápojů, jako jsou pivo, vinné pálenky, víno a whiskey.
Byl také nalezen mezi těkavými látkami v chmelu, plodů chlebovníku různolistém, tepelně ošetřeném mléku, melounu cukrovém, v sýrech, semenech rostliny Vigna unguiculata a vařené rýži.
Butanol také vzniká při smažení v kukuřičném a bavlněném oleji, linoleinu a trioleinu.

Butan-1-ol je přirozenou složkou řady alkoholických nápojů, i když jsou jeho koncentrace nízké a proměnlivé.
Butanol se považuje za příčinu některých případů těžké kocoviny, i když experimenty na zvířecích modelech tento vliv nepotvrdily.
Butan-1-ol se také používá na výrobu ochucovadel a k extrakci bezlipidových bílkovin z vaječného žloutku, také k získávání chmelových extraktů extraktů a jako rozpouštědlo při odstraňování pigmentů z koncentrátů listových bílkovin.

## Metabolismus a toxicita
Akutní toxicita butanolu je nízká, LD50 při ústním podání je u krys 790–4360 mg/kg (u ethanolu činí 7000–15 000 mg/kg). U obratlovců je metabolizován podobně jako ethanol: alkoholdehydrogenáza jej přeměňuje na butyraldehyd, ze kterého se poté působením aldehyddehydrogenázy stává kyselina máselná. Kyselina máselná může být metabolizována až na oxid uhličitý a vodu v beta oxidaci. U krys se při dávce 2000 mg/kg pouze 0,03 % vyloučilo močí. Při subletálních dávkách butan-1-ol, podobně jako ethanol, utlumuje činnost centrální nervové soustavy: schopnost vyvolat otravu je u butanolu přibližně šestinásobná oproti ethanolu, pravděpodobně v důsledku pomalejší přeměny alkoholdehydrogenázou.

### Ostatní nebezpečí
Kapalný butan-1-ol je, podobně jako většina organických rozpouštědel, značně dráždivý vůči očím; podráždění může být vyvoláno i opakovaným stykem s kůží. Zvýšení citlivosti kůže pozorováno nebylo. K podráždění dýchací soustavy dochází pouze při vysokých koncentracích (nad 2400 ppm).
Vzhledem k teplotě vzplanutí 35 °C se butan-1-ol řadí mezi středně nebezpečné hořlaviny; je o něco hořlavější než petrolej nebo nafta, ovšem méně než mnohá běžná organická rozpouštědla. Utlumení centrální nervové soustavy způsobované touto látkou (podobné otravě ethanolem) může představovat určité nebezpečí při práci v uzavřených prostorech, i když je cítit při koncentracích 0,2 až 30 ppm, které jsou příliš nízké na to, aby mohly působit na nervovou soustavu.